# Our Idiot Brother
Our Idiot Brother (bra: O Idiota do Meu Irmão; prt: O Idiota do Nosso Irmão) é um filme estadunidense de comédia dramática de 2011 dirigido por Jesse Peretz e estrelado por Paul Rudd, Elizabeth Banks, Zooey Deschanel e Emily Mortimer. O roteiro foi escrito por Evgenia Peretz e David Schisgall baseado na história de Jesse e Evgenia Peretz, e conta a história de um homem estúpido, mas idealista e bem-intencionado que se intromete e causa estragos na vida de suas três irmãs.
O filme foi co-produzido por Anthony Bregman, Peter Saraf e Marc Turtletaub. Ele estreou no Festival de Cinema de Sundance de 2011 e teve amplo lançamento em 26 de agosto de 2011. O filme recebeu críticas em sua maioria positivas, com os críticos elogiando a história e o desempenho de Rudd, mas criticando o roteiro irregular.

## Sinopse
Ned Rochlin, um agricultor biodinâmico que mora com sua namorada, Janet, é preso por vender maconha - com boas intenções - a um policial uniformizado.
Ned tem três irmãs: Miranda, uma jornalista que espera publicar seu primeiro artigo importante na Vanity Fair, e que esconde sentimentos por seu vizinho, Jeremy; Natalie, uma hipster que mora com sua namorada Cindy e cinco outras colegas de quarto; e Liz, casada com o documentarista Dylan, que não demonstra interesse por ela; eles mantêm controle estrito sobre seu filho River, deixando-o incapaz de se expressar. (Ele é visto em uma aula entediante de dança interpretativa , mas anseia por fazer caratê.)
Em liberdade condicional, Ned descobre que Janet está morando com Billy e não deseja mais continuar seu relacionamento ou permitir que Ned fique na fazenda. Billy sugere que Ned pode alugar o celeiro das cabras atrás da fazenda. Inicialmente hospedado na casa da mãe, Ned pede para ficar com Liz. Colocado no quarto de River, ele deve ajudar no mais novo documentário de Dylan sobre a bailarina russa Tatiana.
Miranda relutantemente pede a Ned para ser motorista enquanto ela entrevista Lady Arabella, mas é legalmente incapaz de investigar seu passado escandaloso, enquanto a simpatia de Ned encanta Arabella. Ned vai a uma reunião de autoajuda com Natalie. Seu amigo Christian se sente atraído por Natalie, mas é dissuadido por seu relacionamento lésbico, até que Ned explica que ela é bissexual. Christian e Natalie pegam um táxi para casa e fazem sexo.
Ned é instruído a cuidar do carro enquanto Dylan entrevista Tatiana. Ordenado por um policial para mover o carro, Ned corre escada acima e descobre Dylan nu com Tatiana, acreditando na afirmação de Dylan de que ele estava apenas deixando Tatiana "confortável". Em seu jantar beneficente, Arabella compartilha detalhes da fofoca de sua vida com Ned, que é expulso da casa de Liz depois que River anuncia os problemas legais de Ned em uma importante entrevista na escola.
Ficando com Miranda, Ned menciona a entrevista de Dylan nu, e Miranda conclui que Dylan está tendo um caso. Percebendo que Ned tem os detalhes de que ela precisa sobre Arabella, Miranda o força a contar a ela. Envergonhado, Ned volta para a fazenda, mas Janet não permite que ele alugue o celeiro ou saia com seu cachorro, “Willie Nelson”.
Ned pergunta a Cindy, uma advogada, como conseguir a custódia de seu cachorro, que ela sugere que eles roubem de volta. Ele almoça com Jeremy, que explica que Miranda é mandona demais para ele. Miranda fica magoada quando Ned menciona a conversa e revela seus pensamentos sobre Jeremy, levando a uma briga entre os dois. Natalie confidencia a Ned que está grávida. Miranda e Nat tentam contar a Liz sobre o caso de Dylan, o que leva a uma discussão sobre todas as suas vidas pessoais. Confrontando Dylan, Liz se divorcia dele.
Miranda leva Ned para atestar seu artigo, mas ele não está disposto a assinar um documento porque Arabella falou com ele em sigilo. O advogado da empresa decide que eles não podem publicar o artigo e Miranda expulsa Ned. Ele fica com Nat, que mente sobre ter contado a Cindy sobre Christian. Cindy e Ned entram sorrateiramente na fazenda para resgatar seu cachorro, mas Ned menciona a infidelidade de Nat e Cindy com raiva liga para ela de dentro de casa, alertando Janet, que se recusa a dar a Ned seu cachorro. Cindy vai embora, deixando Ned para trás.
Ned ingenuamente diz a seu oficial de condicional, Omar, que fumou maconha com um vizinho. Chegando para um jantar em família, Ned é culpado por suas irmãs pelos problemas em suas vidas, levando Ned a gritar com elas por seu egoísmo. Omar chega para relutantemente levar Ned sob custódia. Miranda paga a fiança de Ned, mas ele opta por ficar na prisão em vez de ficar com suas irmãs. Eles elaboram um plano para tirar Willie Nelson de Janet; embora ela se recuse, Billy lhes dá o cachorro. Reunido com Willie Nelson, Ned é motivado a deixar a prisão.
Algumas semanas depois, Ned saiu para almoçar com suas irmãs. Cindy liga para Nat, pedindo para ir com ela às consultas de obstetrícia/ginecologia, enquanto Miranda começou um relacionamento com Jeremy, e Liz está namorando novamente e deixando River ser ele mesmo. Ned e Billy abriram uma pequena loja de velas caseiras. Procurando por Willie Nelson, Ned o encontra brincando com outro cachorro fugitivo. Ned pergunta ao dono o nome de seu cachorro; ela responde "Dolly Parton", ao qual Ned diz que seu cachorro é "Willie Nelson", e os dois sorriem.[carece de fontes?]

## Elenco
- Paul Rudd como Nedrick "Ned" Rochlin
- Elizabeth Banks como Miranda Rochlin
- Zooey Deschanel como Natalie "Nat" Rochlin
- Emily Mortimer como Liz Rochlin Anderson
- Steve Coogan como Dylan Anderson
- Hugh Dancy como Christian Smith
- Kathryn Hahn como Janet Ziebell
- Rashida Jones como Cindy Harris
- Shirley Knight como Ilene Rochlin
- T. J. Miller como Billy Orwin
- Adam Scott como Jeremy Horne
- Janet Montgomery como Lady Arabella Galloway
- Sterling K. Brown como agente de condicional Omar Coleman
- Matthew Mindler como River Byng
- Lydia Haug como Tatiana
- Wrenn Schmidt como Beth
- Bob Stephenson como oficial Washburn
- Katie Aselton como Amy
- Christopher Evan Welch como Robbie (sem créditos)

## Produção

### Desenvolvimento
A história foi concebida por Jesse Peretz e sua irmã Evgenia, que haviam escrito um roteiro juntos antes, mas não puderam financiar o projeto. Eles gostaram muito de trabalhar juntos, então decidiram fazer outra história, desta vez "um pouco mais comercial" e com personagens na casa dos 30 anos. Eles planejaram escalar atores de quem Peretz já era amigo, e criaram o personagem principal já com a intenção de escalarem Paul Rudd como protagonista. O roteiro foi escrito por Evgenia Peretz e seu marido David Schisgall, e foi concluído em dezembro de 2009 sob o título original de My Idiot Brother.
Peretz levou o roteiro ao produtor Anthony Bregman, com quem havia trabalhado no filme de 2007 The Ex. De acordo com Bregman, "Eu estava sempre procurando algo para fazer com ele [Peretz] e ele veio até mim com este roteiro. Foi fantástico." Bregman estava familiarizado com os produtores Peter Saraf e Marc Turtletaub e já havia tentado colaborar com os dois. Ele enviou o roteiro em abril de 2010 e Saraf disse que "adorou e estava ansioso para trabalhar com os dois [Bregman e Peretz]". O filme foi co-financiado pela produtora de Bregman , "Likely Story" e pela empresa de Saraf e Turtletaub, "Big Beach", com um orçamento de menos de US$10 milhões. O projeto se desenvolveu com uma rapidez incomum para um filme independente; Bregman comentou em setembro de 2010: "Trabalhamos nisso por alguns meses e então surgiu muito rápido para o mundo do cinema independente. [...] Teremos um corte do filme menos de um ano depois de vermos isso roteiro." Saraf disse: "Este filme estabelecerá um recorde de quão rápido foi feito: desde o momento em que li o roteiro pela primeira vez até o momento em que encerramos as filmagens, foram quatro meses."

### Elenco
Paul Rudd assinou contrato para interpretar o papel principal antes mesmo de Saraf e Turtletaub terem escolhido o filme. O elenco principal foi anunciado no início de junho, incluindo os papéis interpretados por Rudd, Elizabeth Banks, Emily Mortimer, Zooey Deschanel, e Rashida Jones. Membros adicionais do elenco, incluindo Hugh Dancy, Kathryn Hahn, Shirley Knight, Janet Montgomery e Steve Coogan foram anunciados no final de julho.

### Filmagens
A fotografia principal começou em julho de 2010 e durou um total de 30 dias em um período de seis semanas. As filmagens aconteceram na cidade de Nova York e arredores , com um crédito fiscal de 30% do Gabinete do Governador do Estado de Nova York para o Desenvolvimento de Cinema e Televisão. Vários locais foram usados no Brooklyn e Manhattan, bem como no Upstate New York; locais específicos incluem Washington Heights, Cold Spring, Nova York, Hamptons, Hotel Chelsea e Pete's Candy Store em Williamsburg. A pós-produção foi concluída nos escritórios de Big Beach em Nova York.

## Recepção
Our Idiot Brother recebeu críticas positivas dos críticos. No Rotten Tomatoes tem uma taxa de aprovação de 70% com base em 141 comentários, com uma classificação média de 6,27/10. O consenso crítico do site diz: "É decididamente desigual, mas como a atuação de Paul Rudd no papel-título, Our Idiot Brother é charmoso demais para resistir." No Metacritic, o filme tem uma pontuação de 60 em 100 com base em 39 críticos, indicando "críticas mistas ou médias".
Roger Ebert, do Chicago Sun-Times, deu ao filme 3 de 4 estrelas e escreveu: "É revigorante, no final do verão, encontrar uma comédia de clima quente que não odeia seus personagens e os incorpora à escatologia e sexual impossibilidades."

## Mídia doméstica
Our Idiot Brother foi lançado em DVD e Blu-ray Disc em 29 de novembro de 2011.[carece de fontes?]